# Хокей на зимових Олімпійських іграх 1964
Хокейний турнір на зимових Олімпійських іграх 1964 проходив з 27 січня по 8 лютого 1964 року в місті Інсбрук (Австрія). Переможці пар на попередньому етапі отримали право безпосередньо боротися за нагороди (група А). Команди, які зазнали поразки, змагалися за місця з 9-го по 16-те (група В).
У рамках турніру проходили 31-й чемпіонат світу і 42-й чемпіонат Європи. Три комплекта золотих нагород здобула збірна Радянського Союзу.

## Попередній етап
| Дата       | Команда         | Рахунок | Команда   |
| ---------- | --------------- | ------- | --------- |
| 27.01.1964 | Швейцарія       | 5 : 1   | Норвегія  |
| 27.01.1964 | Канада          | 14 : 1  | Югославія |
| 28.01.1964 | СРСР            | 19 : 1  | Угорщина  |
| 28.01.1964 | Чехословаччина  | 17 : 2  | Японія    |
| 28.01.1964 | Швеція          | 12 : 2  | Італія    |
| 28.01.1964 | США             | 7 : 2   | Румунія   |
| 28.01.1964 | Німеччина (ОНК) | 2 : 1   | Польща    |
| 28.01.1964 | Фінляндія       | 8 : 2   | Австрія   |

## Група А
| М | Команда         | І | Пер | Н | Пор | ЗШ | ПШ | О  |
| - | --------------- | - | --- | - | --- | -- | -- | -- |
| 1 | СРСР            | 7 | 7   | 0 | 0   | 54 | 10 | 14 |
| 2 | Швеція          | 7 | 5   | 0 | 2   | 47 | 16 | 10 |
| 3 | Чехословаччина  | 7 | 5   | 0 | 2   | 38 | 19 | 10 |
| 4 | Канада          | 7 | 5   | 0 | 2   | 32 | 17 | 10 |
| 5 | США             | 7 | 2   | 0 | 5   | 29 | 33 | 4  |
| 6 | Фінляндія       | 7 | 2   | 0 | 5   | 10 | 31 | 4  |
| 7 | Німеччина (ОНК) | 7 | 2   | 0 | 5   | 13 | 49 | 4  |
| 8 | Швейцарія       | 7 | 0   | 0 | 7   | 9  | 57 | 0  |

Скорочення: М = підсумкове місце, І = ігри, Пер = перемоги, Н = нічиї, Пор = поразки, ЗШ = закинуті шайби, ПШ = пропущені шайби, О = набрані очки

### Результати матчів
| М | Команди         | 1    | 2    | 3    | 4   | 5   | 6    | 7    | 8    | Ш     | О  |
| - | --------------- | ---- | ---- | ---- | --- | --- | ---- | ---- | ---- | ----- | -- |
|   | СРСР            | •    | 4:2  | 7:5  | 3:2 | 5:1 | 10:0 | 10:0 | 15:0 | 54-10 | 14 |
|   | Швеція          | 2:4  | •    | 8:3  | 1:3 | 7:4 | 7:0  | 10:2 | 12:0 | 47-16 | 10 |
|   | Чехословаччина  | 5:7  | 3:8  | •    | 3:1 | 7:1 | 4:0  | 11:1 | 5:1  | 38-19 | 10 |
| 4 | Канада          | 2:3  | 3:1  | 1:3  | •   | 8:6 | 6:2  | 4:2  | 8:0  | 32-17 | 10 |
| 5 | США             | 1:5  | 4:7  | 1:7  | 6:8 | •   | 2:3  | 8:0  | 7:3  | 29-33 | 4  |
| 6 | Фінляндія       | 0:10 | 0:7  | 0:4  | 2:6 | 3:2 | •    | 1:2  | 4:0  | 10-31 | 4  |
| 7 | Німеччина (ОНК) | 0:10 | 2:10 | 1:11 | 2:4 | 0:8 | 2:1  | •    | 6:5  | 13-49 | 4  |
| 8 | Швейцарія       | 0:15 | 0:12 | 1:5  | 0:8 | 3:7 | 0:4  | 5:6  | •    | 9-57  | 0  |

## Група В
| М  | Команда   | І | Пер | Н | Пор | ЗШ | ПШ | О  |
| -- | --------- | - | --- | - | --- | -- | -- | -- |
| 9  | Польща    | 7 | 6   | 0 | 1   | 40 | 13 | 12 |
| 10 | Норвегія  | 7 | 5   | 0 | 2   | 40 | 19 | 10 |
| 11 | Японія    | 7 | 4   | 1 | 2   | 35 | 31 | 9  |
| 12 | Румунія   | 7 | 3   | 1 | 3   | 31 | 28 | 7  |
| 13 | Австрія   | 7 | 3   | 1 | 3   | 24 | 28 | 7  |
| 14 | Югославія | 7 | 3   | 1 | 3   | 29 | 37 | 7  |
| 15 | Італія    | 7 | 2   | 0 | 5   | 24 | 42 | 4  |
| 16 | Угорщина  | 7 | 0   | 0 | 7   | 14 | 39 | 0  |

## Призери
1. СРСР: воротарі — Віктор Коноваленко, Борис Зайцев; захисники — Олександр Рагулін, Віктор Кузькін, Віталій Давидов, Едуард Іванов, Олег Зайцев; нападники — Веніамін Александров, Костянтин Локтєв, Олександр Альметов, Євген Майоров, В'ячеслав Старшинов, Борис Майоров, Анатолій Фірсов, Леонід Волков, Віктор Якушев, Станіслав Петухов. Тренери — Аркадій Чернишов, Анатолій Тарасов.
2. Швеція: воротарі — Челль Свенссон, Леннарт Хеггрот; захисники — Герт Блуме, Роланд Стольтц, Берт-Ула Нурдландер, Нільс Юханссон; нападники — Свен Юханссон, Ульф Стернер, Андерс Андерссон, Рональд Петтерссон, Ейлерт Мєєття, Ларс-Ерік Лундвалль, Уно Ерлунд, Нільс Нільссон, Карл-Еран Еберг, Леннарт Юханссон, Ганс Мільд. Тренер — Арне Стремберг.
3. Чехословаччина: воротарі — Владімір Надрхал, Владімір Дзурілла; захисники — Рудольф Потш, Франтішек Грегор, Франтішек Тікал, Ладислав Шмід, Станіслав Свентек; нападники — Їржі Долана, Йозеф Черний, Ярослав Вальтер, Йозеф Голонка, Мирослав Влах, Їржі Голик, Ярослав Їржик, Властіміл Бубник, Ян Клапач, Станіслав Прил. Тренери — Їржі Антон, Владімір Костка.

## Найкращі гравці
| Позиція  | Гравець         |
| -------- | --------------- |
| Воротар  | Сет Мартін      |
| Захисник | Франтішек Тікал |
| Нападник | Едуард Іванов   |

## Символічна збірна
| Позиція   | Гравець                                 |
| --------- | --------------------------------------- |
| Воротар   | Сет Мартін                              |
| Захисники | Род Сейлінг Олександр Рагулін           |
| Нападники | Рік Бурбонне Віктор Якушев Йозеф Черний |

## Найкращі бомбардири
| М  | Гравець             | Очки     |
| -- | ------------------- | -------- |
| 1  | Свен Юханссон       | 11 (8+3) |
| 2  | Ульф Стернер        | 11 (6+5) |
| 3  | Їржі Долана         | 10 (7+3) |
| 3  | Борис Майоров       | 10 (7+3) |
| 3  | В'ячеслав Старшинов | 10 (7+3) |
| 3  | Віктор Якушев       | 10 (7+3) |
| 7  | Йозеф Черний        | 10 (5+5) |
| 8  | Андерс Андерссон    | 9 (7+2)  |
| 9  | Костянтин Локтєв    | 9 (4+5)  |
| 10 | Гарі Дайнін         | 9 (3+6)  |

## Чемпіонат Європи
1. СРСР
2. Швеція
3. Чехословаччина
4. Німеччина (ОНК)
5. Фінляндія
6. Швейцарія